# Fryderyk Sapieha (podkomorzy włodzimierski)
Fryderyk Mikołajewicz Sapieha herbu Lis (zm. 1626 w Maciejowie) – podkomorzy włodzimierski, piąty syn Mikołaja Pawłowicza Sapiehy. 
Ufundował budowę kościoła św. Anny w Maciejowie.